# ماريا كارولاينا وولف
ماريا كارولاينا وولف (بالألمانية: Maria Carolina Benda)‏ هي مغنية وملحنة وعازفة بيانو ألمانية، ولدت في 1742 في بوتسدام في ألمانيا، وتوفيت في 2 أغسطس 1820 في فايمار في ألمانيا.

## وصلات خارجية
- ماريا كارولاينا وولف على موقع ميوزك برينز (الإنجليزية)